# 3-й истребительный авиационный дивизион (1-го формирования)
3-й истребительный авиационный дивизион (3-й иад-н) — воинская часть Военно-воздушных сил в РККА Вооружённых Сил Союза Советских Социалистических Республик.

## История
1918 год
3 марта 1918 года советской делегацией официально подписан мир с Центральными державами в г. Брест-Литовске.
4 марта, несмотря на подписанный Брест-Литовский мирный договор, германские войска наступали — заняли г. Нарву и остановились только на р. Нарове и западном берегу Чудского озера в 170 км от г. Петрограда.
4 марта Совнарком принимает постановление об образовании Высшего военного совета для руководства «всеми военными операциями с безусловным подчинением Высшему совету всех без исключений военных учреждений и лиц».
В марте в г. Петрограде 3-й иад-н формировался на основе 1-го, 11-го и 22-го корпусных авиаотрядов Императорской русской армии.
В марте 3-й иад-н принимал участие в боевых действиях против наступления германцев и гайдамаков. Дивизион находился в Камышинском укреплённом районе. (см. Украинская Народная Республика, Гайдамаки)
1919 год
В мае 3-й иад-н был направлен на Дон против казаков Всевеликого Войска Донского.
Осенью 3-й иад-н принимал участие в боях за Крым с Вооружёнными силами России, действовавших под командованием русского генерала А. И. Деникина во взятии Перекопа.
В декабре 3-й иад-н по железной дороге был перевезён на Кавказ, где вёл боевые действия против белогрузин. (см. Грузия, История Грузии, Грузинская Демократическая Республика)
1920 год
Дивизион вёл боевые действия на Юго-Западном фронте с белопольскими войсками в составе 14-й армии.
В июне лётчики дивизиона бомбили ж.д. станцию Вапнярка, где удачными бомбометаниями были разрушены депо, водокачка и ж.д. пути.
1 июля шесть самолётов дивизиона были переведены в г. Литин для совместных действий с
8-й кавалерийской дивизией Червонного казачества. Во время прорыва линии фронта авиадивизион охранял штаб, затем его перевели в район Проскуров — Волочиск. Здесь выполнялись полёты на разведку расположения войск противника и розыску одной части Красной Армии, ушедшей в рейд. В этих боях отличились лётчики Мальцев и Чернецкий.
В июле несколько авиаотрядов вели боевые действия против банд атамана
Н. И. Махно и атаманши Маруси.
1921 год
Революционный военный совет Республики 24 октября 1921 г. издал приказ о формировании советской 1-й воздушной истребительной эскадрильи на основе 1-го и 3-го истребительных авиадивизионов.
Осенью отряды 3-го авиадивизиона воссоединились и он прибыл в г. Петроград для формирования советской 1-й воздушной истребительной эскадрильи.

## Полное наименование
3-й истребительный авиационный дивизион 

## Состав
На март 1918:
- Управление дивизиона в г. Петрограде.[1]
- Авиаотряды.